# Milenko Misailović — pozorišni monah
Milenko Misailović — pozorišni monah je drugi od ukupno dva dela televizijskog eseja u trajanju od 50 minuta, o pozorišnom reditelju, dramaturgu i teoretičaru Milenku Misailoviću, reditelja Slobodana Ž. Jovanovića, a u proizvodnji Radio-televizije Srbije 2001. godine. O dr Milenku Misailoviću i njegovom delu govore njegovi savremenici, dr Petar Marjanović, Zoran T. Jovanović, kao i mnogi drugi kritičari i pozorišni ljudi tumečeći njegovo delo, a i njega samog.

## Autorska ekipa
- Reditelj Slobodan Ž. Jovanović
- Scenario Slobodan Ž. Jovanović
- Montažer Jelena Đokić

## Učestvuju
- Milenko Misailović
- Jadranka Nanić Jovanović, čitala tekst
- Dragan Petrović, čitao tekst
- Radomir Putnik, dramski pisac
- Milutin Čolić, filmski kritičar
- dr Petar Marjanović, profesor
- Zoran T. Jovanović, teatrolog
- dr Nikola Milošević, akademik
- Vladimir Marenić, scenograf
- Žarko Komanin, književnik
- dr Dušan Rnjak, profesor
- Bane Jovanović, publicista
- mr Sanja Živanović, dramaturg
- dr Nada Milošević, profesor

## Spoljašnje veze
- Milenko Misailović, pozorisni monah на веб-сајту  (језик: енглески)
- Milenko Misailović (2.deo): Pozorišni monah на веб-сајту